# Constant Reformation (1619)
Constant Reformation – angielski trójmasztowy galeon, który wszedł do służby w Royal Navy w 1620 roku. Początkowo klasyfikowany jako Great Ship, następnie jako okręt II rangi. Zatonął w 1651 roku na Azorach. 

## Projekt i budowa
W 1618 roku angielska komisja rządowa (Jacobean Commission of Enquiry) opracowała raport postulujący wzmocnienie sił Royal Navy o sześć nowych dużych okrętów. Okręty które klasyfikowano jako Great Ships, miały być nieco mniejsze od już istniejących Royal Ships . Zakładano, że nowe okręty będą stanowiły główną siłę nowej floty. Każdy okręt miał mieć wyporność około 650 ton i uzbrojenie składające się z 42 dział. Okręty miały zostać zbudowane w stoczni w Deptford, pod nadzorem głównego budowniczego okrętów Brytyjskiej Kompanii Wschodnioindyjskiej Williama Burrella. Okręty miały być budowane parami. Kontrakt na budowę dwóch pierwszych jednostek, „Constant Reformation” i „Happy Entrance”, miał wartość 8575 funtów. Budowa „Constant Reformation” rozpoczęła się w 1619 roku, okręt wszedł do służby w 1620 roku. W 1624 roku waga salwy burtowej wynosiła 121 kg .

## Służba
Po wejściu do służby w 1620 roku pierwszą misją „Constant Reformation”, wraz z 17 innymi jednostkami, była wyprawa przeciwko piratom bazującym w Algierze. W 1625 roku okręt uczestniczył w zakończonej porażką wyprawie przeciwko hiszpańskiej bazie morskiej w Kadyksie. 

### Angielska wojna domowa, zatonięcie

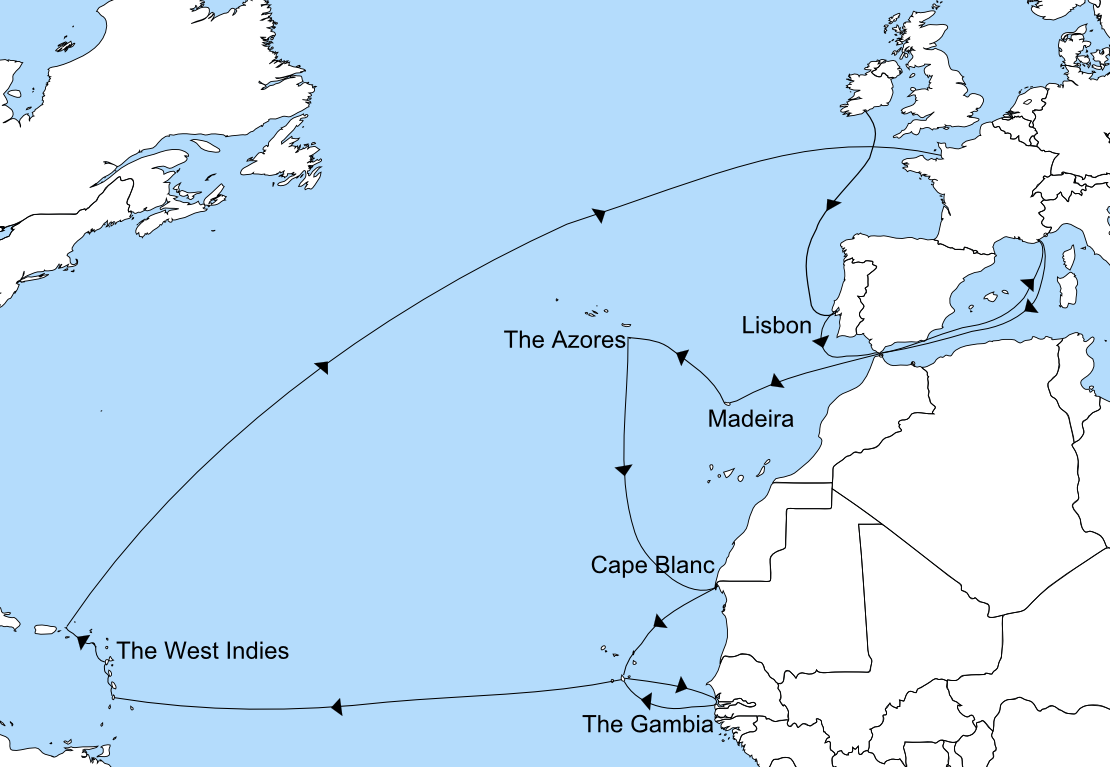
Trasa wyprawy okrętów dowodzonych przez księcia Ruperta 1650 -1653

W 1648 roku, podczas angielskiej wojny domowej, „Constant Reformation” przeszedł na stronę rojalistów . Okręt stał się jednostką flagową improwizowanej eskadry dowodzonej przez księcia Ruperta. 20 października 1649 roku okręty opuściły irlandzki port Kinsale, kierując się na południe. Zadaniem eskadry było atakowanie i przejmowanie napotkanych jednostek handlowych, a zdobyte w ten sposób środki miały posłużyć do utrzymania i rozbudowy floty rojalistów. Zadanie zniszczenia floty rojalistów otrzymał dowodzący flotą parlamentu Robert Blake. Eskadra Ruperta schroniła się w Lizbonie 20 listopada 1649 roku, gdzie była blokowana przez okręty parlamentu. 3 września 1650 roku podczas próby przedarcia się przez blokadę Lizbony, „Constant Reformation” został ostrzelany i uszkodzony przez okręt sił parlamentu „George” . Eskadrze sił rojalistów składającej się z sześciu okrętów, udało się ostatecznie opuścić Lizbonę 12 października. Okręty następnie skierowały się na Morze Śródziemne . Na Morzu Śródziemnym okręty zdobyły m.in. duży brytyjski statek handlowy „Marmaduke”. Okręty rojalistów nie odniosły następnie większych sukcesów, ścigane przez okręty parlamentu utraciły sześć jednostek, w tym cztery w hiszpańskim porcie Kartagena . Na początku czerwca 1651 roku, eskadra składająca się już tylko z  pięciu okrętów, opuściła Morze Śródziemne. 
Rupert planował przeprawę przez Atlantyk, na Karaiby, do enklawy rojalistów na Barbados. Dowódcy poszczególnych okrętów eskadry, podjęli jednak decyzję o udaniu się na Azory. Dodatkowo w tym czasie stan techniczny „Constant Reformation” nie pozwalał na rejs przez Atlantyk. Okręt przeciekał i wymagał remontu. 26 września okręty rojalistów zostały zaskoczone przez nagły sztorm. Przecieki na „Constant Reformation” pogłębiały się, nie pomogła ciągła praca pomp odwadniających ani wyrzucenie za burtę dział okrętowych . Okręt zatonął 30 września 1651 roku, w pobliżu Azorów, zginęło 333 członków jego załogi .